# Leptocerina talopa
Leptocerina talopa är en nattsländeart som beskrevs av Martin E. Mosely 1939. Leptocerina talopa ingår i släktet Leptocerina och familjen långhornssländor. Inga underarter finns listade i Catalogue of Life.